# ليكس سكوينماكر
ليكس سكوينماكر (بالهولندية: Lex Schoenmaker) مواليد 23 أغسطس 1947 في لاهاي، هو لاعب كرة قدم هولندي سابق كان يلعب كمهاجم. لعب خلال مسيرته 449 مباراة سجل خلالها 161 هدفاً.

## المسيرة الاحترافية

### أندية لعب لها
- أدو دين هاغ
- فاينورد

## وصلات خارجية
- ليكس سكوينماكر على موقع قاعدة بيانات كرة القدم.إي يو (الإنجليزية)

- الموقع الرسمي